# Жешотари (Нижньосілезьке воєводство)
Жешотари (пол. Rzeszotary) — село в Польщі, у гміні Мілковиці Леґницького повіту Нижньосілезького воєводства.
Населення — 782 особи (2011).
У 1975-1998 роках село належало до Легницького воєводства.

## Демографія
Демографічна структура станом на 31 березня 2011 року:
|          | Загалом | Допрацездатний вік | Працездатний вік | Постпрацездатний вік |
| -------- | ------- | ------------------ | ---------------- | -------------------- |
| Чоловіки | 377     | 65                 | 272              | 40                   |
| Жінки    | 405     | 74                 | 230              | 101                  |
| Разом    | 782     | 139                | 502              | 141                  |